# ハサナル・ボルキア国立競技場
ハサナル・ボルキア国立競技場（ハサナル・ボルキアこくりつきょうぎじょう、マレー語: Stadium Sultan Hassanal Bolkiah）は、ブルネイの首都・バンダルスリブガワンにある多目的競技場である。主としてサッカーの試合に利用されている。1983年に開場し、1999年に東南アジア競技大会開催を控え、大型映像ビジョンの設置や観客席の修繕が行われた。競技場の収容人数は30,000人。

## 建設の経緯
ブルネイ・ダルサラーム国では異例のことであるが、この競技場の建設資金の一部は、一般国民からの寄付によって調達された。最終的な寄付金額は1,102,761.57ブルネイ・ドルであり、建設費（約1億ブルネイ・ドル）の約1.1%が充足された。建設費に占める寄付金の比率は小さいものの、ブルネイ国民が競技場の設置に大きな関心を持ち、支援をしたということを示す出来事であった。

## 開場式典
この競技場は、ハサナル・ボルキア国王の父で先代の国王であるオマール・アリ・サイフディン三世の70歳の誕生日に合わせて1983年9月23日に開場した。
開場日の夕方にはサッカーの親善試合が開かれ、サッカーブルネイ代表とイングランドのクラブチーム・シェフィールド・ユナイテッドFCが対戦した。この試合は、この競技場で開催された初のサッカー大会となった。時差と多湿な気候という条件の中、シェフィールド・ユナイテッドFCはブルネイ代表に1-0で勝利した。翌日にも同じ対戦カードで試合が行われたが、1-1の引き分けに終わった。

## 主な開催試合
- 1999年東南アジア競技大会[2]
  - 陸上競技

## 日本との関係
- 競技場内にある競泳プール（1999年完成）は、日本の飛島建設が施工した[3]。
- 日本の家具メーカーコトブキが製品をこの競技場に納入している[4]。